# Okręgowe rozgrywki w piłce nożnej woj. białostockiego (1966/1967)
33. Edycja okręgowych rozgrywek w piłce nożnej województwa białostockiego

Okręgowe rozgrywki w piłce nożnej województwa białostockiego prowadzone są przez Białostocki Okręgowy Związek Piłki Nożnej, rozgrywane są w trzech ligach, najwyższym poziomem jest klasa okręgowa, klasa A, klasa B (3 grupy).

Mistrzostwo Okręgu zdobyła drużyna Mazura Ełk. 

Okręgowy Puchar Polski zdobył Mazur Ełk.
Reorganizacja ligi, utworzono, a właściwie przywrócono III ligę makroregionalną. Zlikwidowano klasę C-LZS.
Drużyny z województwa białostockiego występujące w centralnych i makroregionalnych poziomach rozgrywkowych:
- I Liga - brak
- II Liga - brak
- III Liga - ŁKS Start Łomża, Włókniarz Białystok.

| Rozgrywki      | Poziomy rozgrywkowe w sezonie 1966/67 | Poziomy rozgrywkowe w sezonie 1966/67 | Poziomy rozgrywkowe w sezonie 1966/67 | Poziomy rozgrywkowe w sezonie 1966/67 | Poziomy rozgrywkowe w sezonie 1966/67 | Poziomy rozgrywkowe w sezonie 1966/67 | Poziomy rozgrywkowe w sezonie 1966/67 | Poziomy rozgrywkowe w sezonie 1966/67 | Poziomy rozgrywkowe w sezonie 1966/67 | Poziomy rozgrywkowe w sezonie 1966/67 | Poziomy rozgrywkowe w sezonie 1966/67 | Poziomy rozgrywkowe w sezonie 1966/67 | Poziomy rozgrywkowe w sezonie 1966/67 | Poziomy rozgrywkowe w sezonie 1966/67 | Poziomy rozgrywkowe w sezonie 1966/67 | Poziomy rozgrywkowe w sezonie 1966/67 | Poziomy rozgrywkowe w sezonie 1966/67 | Poziomy rozgrywkowe w sezonie 1966/67 | Poziomy rozgrywkowe w sezonie 1966/67 | Poziomy rozgrywkowe w sezonie 1966/67 | Poziomy rozgrywkowe w sezonie 1966/67 | Poziomy rozgrywkowe w sezonie 1966/67 | Poziomy rozgrywkowe w sezonie 1966/67 | Poziomy rozgrywkowe w sezonie 1966/67 | Poziomy rozgrywkowe w sezonie 1966/67 | Poziomy rozgrywkowe w sezonie 1966/67 | Poziomy rozgrywkowe w sezonie 1966/67 | Poziomy rozgrywkowe w sezonie 1966/67 | Poziomy rozgrywkowe w sezonie 1966/67 | Poziomy rozgrywkowe w sezonie 1966/67 | Poziomy rozgrywkowe w sezonie 1966/67 | Poziomy rozgrywkowe w sezonie 1966/67 | Poziomy rozgrywkowe w sezonie 1966/67 | Poziomy rozgrywkowe w sezonie 1966/67 | Poziomy rozgrywkowe w sezonie 1966/67 | Poziomy rozgrywkowe w sezonie 1966/67 | Poziomy rozgrywkowe w sezonie 1966/67 | Poziomy rozgrywkowe w sezonie 1966/67 | Poziomy rozgrywkowe w sezonie 1966/67 | Poziomy rozgrywkowe w sezonie 1966/67 | Poziomy rozgrywkowe w sezonie 1966/67 | Poziomy rozgrywkowe w sezonie 1966/67 | Poziomy rozgrywkowe w sezonie 1966/67 | Poziomy rozgrywkowe w sezonie 1966/67 | Poziomy rozgrywkowe w sezonie 1966/67 | Poziomy rozgrywkowe w sezonie 1966/67 | Poziomy rozgrywkowe w sezonie 1966/67 | Poziomy rozgrywkowe w sezonie 1966/67 | Poziomy rozgrywkowe w sezonie 1966/67 | Poziomy rozgrywkowe w sezonie 1966/67 | Poziomy rozgrywkowe w sezonie 1966/67 | Poziomy rozgrywkowe w sezonie 1966/67 | Poziomy rozgrywkowe w sezonie 1966/67 | Poziomy rozgrywkowe w sezonie 1966/67 | Poziomy rozgrywkowe w sezonie 1966/67 | Poziomy rozgrywkowe w sezonie 1966/67 | Poziomy rozgrywkowe w sezonie 1966/67 | Poziomy rozgrywkowe w sezonie 1966/67 | Poziomy rozgrywkowe w sezonie 1966/67 | Poziomy rozgrywkowe w sezonie 1966/67 | Poziomy rozgrywkowe w sezonie 1966/67 |
| -------------- | ------------------------------------- | ------------------------------------- | ------------------------------------- | ------------------------------------- | ------------------------------------- | ------------------------------------- | ------------------------------------- | ------------------------------------- | ------------------------------------- | ------------------------------------- | ------------------------------------- | ------------------------------------- | ------------------------------------- | ------------------------------------- | ------------------------------------- | ------------------------------------- | ------------------------------------- | ------------------------------------- | ------------------------------------- | ------------------------------------- | ------------------------------------- | ------------------------------------- | ------------------------------------- | ------------------------------------- | ------------------------------------- | ------------------------------------- | ------------------------------------- | ------------------------------------- | ------------------------------------- | ------------------------------------- | ------------------------------------- | ------------------------------------- | ------------------------------------- | ------------------------------------- | ------------------------------------- | ------------------------------------- | ------------------------------------- | ------------------------------------- | ------------------------------------- | ------------------------------------- | ------------------------------------- | ------------------------------------- | ------------------------------------- | ------------------------------------- | ------------------------------------- | ------------------------------------- | ------------------------------------- | ------------------------------------- | ------------------------------------- | ------------------------------------- | ------------------------------------- | ------------------------------------- | ------------------------------------- | ------------------------------------- | ------------------------------------- | ------------------------------------- | ------------------------------------- | ------------------------------------- | ------------------------------------- | ------------------------------------- | ------------------------------------- |
| Centralne      | I poziom ligowy                       | I Liga                                | I Liga                                | I Liga                                | I Liga                                | I Liga                                | I Liga                                | I Liga                                | I Liga                                | I Liga                                | I Liga                                | I Liga                                | I Liga                                | I Liga                                | I Liga                                | I Liga                                | I Liga                                | I Liga                                | I Liga                                | I Liga                                | I Liga                                | I Liga                                | I Liga                                | I Liga                                | I Liga                                | I Liga                                | I Liga                                | I Liga                                | I Liga                                | I Liga                                | I Liga                                | I Liga                                | I Liga                                | I Liga                                | I Liga                                | I Liga                                | I Liga                                | I Liga                                | I Liga                                | I Liga                                | I Liga                                | I Liga                                | I Liga                                | I Liga                                | I Liga                                | I Liga                                | I Liga                                | I Liga                                | I Liga                                | I Liga                                | I Liga                                | I Liga                                | I Liga                                | I Liga                                | I Liga                                | I Liga                                | I Liga                                | I Liga                                | I Liga                                | I Liga                                | I Liga                                |
| Centralne      | II poziom ligowy                      | II Liga                               | II Liga                               | II Liga                               | II Liga                               | II Liga                               | II Liga                               | II Liga                               | II Liga                               | II Liga                               | II Liga                               | II Liga                               | II Liga                               | II Liga                               | II Liga                               | II Liga                               | II Liga                               | II Liga                               | II Liga                               | II Liga                               | II Liga                               | II Liga                               | II Liga                               | II Liga                               | II Liga                               | II Liga                               | II Liga                               | II Liga                               | II Liga                               | II Liga                               | II Liga                               | II Liga                               | II Liga                               | II Liga                               | II Liga                               | II Liga                               | II Liga                               | II Liga                               | II Liga                               | II Liga                               | II Liga                               | II Liga                               | II Liga                               | II Liga                               | II Liga                               | II Liga                               | II Liga                               | II Liga                               | II Liga                               | II Liga                               | II Liga                               | II Liga                               | II Liga                               | II Liga                               | II Liga                               | II Liga                               | II Liga                               | II Liga                               | II Liga                               | II Liga                               | II Liga                               |
| Makroregionlne | III poziom ligowy                     | III Liga - gr.I                       | III Liga - gr.I                       | III Liga - gr.I                       | III Liga - gr.I                       | III Liga - gr.I                       | III Liga - gr.I                       | III Liga - gr.I                       | III Liga - gr.I                       | III Liga - gr.I                       | III Liga - gr.I                       | III Liga - gr.I                       | III Liga - gr.I                       | III Liga - gr.I                       | III Liga - gr.I                       | III Liga - gr.I                       | III Liga - gr.II                      | III Liga - gr.II                      | III Liga - gr.II                      | III Liga - gr.II                      | III Liga - gr.II                      | III Liga - gr.II                      | III Liga - gr.II                      | III Liga - gr.II                      | III Liga - gr.II                      | III Liga - gr.II                      | III Liga - gr.II                      | III Liga - gr.II                      | III Liga - gr.II                      | III Liga - gr.II                      | III Liga - gr.II                      | III Liga - gr.III                     | III Liga - gr.III                     | III Liga - gr.III                     | III Liga - gr.III                     | III Liga - gr.III                     | III Liga - gr.III                     | III Liga - gr.III                     | III Liga - gr.III                     | III Liga - gr.III                     | III Liga - gr.III                     | III Liga - gr.III                     | III Liga - gr.III                     | III Liga - gr.III                     | III Liga - gr.III                     | III Liga - gr.III                     | III Liga - gr.IV                      | III Liga - gr.IV                      | III Liga - gr.IV                      | III Liga - gr.IV                      | III Liga - gr.IV                      | III Liga - gr.IV                      | III Liga - gr.IV                      | III Liga - gr.IV                      | III Liga - gr.IV                      | III Liga - gr.IV                      | III Liga - gr.IV                      | III Liga - gr.IV                      | III Liga - gr.IV                      | III Liga - gr.IV                      | III Liga - gr.IV                      |
| Okręgowe       | IV poziom ligowy                      | Klasa Okręgowa                        | Klasa Okręgowa                        | Klasa Okręgowa                        | Klasa Okręgowa                        | Klasa Okręgowa                        | Klasa Okręgowa                        | Klasa Okręgowa                        | Klasa Okręgowa                        | Klasa Okręgowa                        | Klasa Okręgowa                        | Klasa Okręgowa                        | Klasa Okręgowa                        | Klasa Okręgowa                        | Klasa Okręgowa                        | Klasa Okręgowa                        | Klasa Okręgowa                        | Klasa Okręgowa                        | Klasa Okręgowa                        | Klasa Okręgowa                        | Klasa Okręgowa                        | Klasa Okręgowa                        | Klasa Okręgowa                        | Klasa Okręgowa                        | Klasa Okręgowa                        | Klasa Okręgowa                        | Klasa Okręgowa                        | Klasa Okręgowa                        | Klasa Okręgowa                        | Klasa Okręgowa                        | Klasa Okręgowa                        | Klasa Okręgowa                        | Klasa Okręgowa                        | Klasa Okręgowa                        | Klasa Okręgowa                        | Klasa Okręgowa                        | Klasa Okręgowa                        | Klasa Okręgowa                        | Klasa Okręgowa                        | Klasa Okręgowa                        | Klasa Okręgowa                        | Klasa Okręgowa                        | Klasa Okręgowa                        | Klasa Okręgowa                        | Klasa Okręgowa                        | Klasa Okręgowa                        | Klasa Okręgowa                        | Klasa Okręgowa                        | Klasa Okręgowa                        | Klasa Okręgowa                        | Klasa Okręgowa                        | Klasa Okręgowa                        | Klasa Okręgowa                        | Klasa Okręgowa                        | Klasa Okręgowa                        | Klasa Okręgowa                        | Klasa Okręgowa                        | Klasa Okręgowa                        | Klasa Okręgowa                        | Klasa Okręgowa                        | Klasa Okręgowa                        |
| Okręgowe       | V poziom ligowy                       | Klasa A - gr.I                        | Klasa A - gr.I                        | Klasa A - gr.I                        | Klasa A - gr.I                        | Klasa A - gr.I                        | Klasa A - gr.I                        | Klasa A - gr.I                        | Klasa A - gr.I                        | Klasa A - gr.I                        | Klasa A - gr.I                        | Klasa A - gr.I                        | Klasa A - gr.I                        | Klasa A - gr.I                        | Klasa A - gr.I                        | Klasa A - gr.I                        | Klasa A - gr.I                        | Klasa A - gr.I                        | Klasa A - gr.I                        | Klasa A - gr.I                        | Klasa A - gr.I                        | Klasa A - gr.I                        | Klasa A - gr.I                        | Klasa A - gr.I                        | Klasa A - gr.I                        | Klasa A - gr.I                        | Klasa A - gr.I                        | Klasa A - gr.I                        | Klasa A - gr.I                        | Klasa A - gr.I                        | Klasa A - gr.I                        | Klasa A - gr.I                        | Klasa A - gr.I                        | Klasa A - gr.I                        | Klasa A - gr.I                        | Klasa A - gr.I                        | Klasa A - gr.I                        | Klasa A - gr.I                        | Klasa A - gr.I                        | Klasa A - gr.I                        | Klasa A - gr.I                        | Klasa A - gr.I                        | Klasa A - gr.I                        | Klasa A - gr.I                        | Klasa A - gr.I                        | Klasa A - gr.I                        | Klasa A - gr.I                        | Klasa A - gr.I                        | Klasa A - gr.I                        | Klasa A - gr.I                        | Klasa A - gr.I                        | Klasa A - gr.I                        | Klasa A - gr.I                        | Klasa A - gr.I                        | Klasa A - gr.I                        | Klasa A - gr.I                        | Klasa A - gr.I                        | Klasa A - gr.I                        | Klasa A - gr.I                        | Klasa A - gr.I                        | Klasa A - gr.I                        |
| Okręgowe       | VI poziom ligowy                      | Klasa B - gr.I                        | Klasa B - gr.I                        | Klasa B - gr.I                        | Klasa B - gr.I                        | Klasa B - gr.I                        | Klasa B - gr.I                        | Klasa B - gr.I                        | Klasa B - gr.I                        | Klasa B - gr.I                        | Klasa B - gr.I                        | Klasa B - gr.I                        | Klasa B - gr.I                        | Klasa B - gr.I                        | Klasa B - gr.I                        | Klasa B - gr.I                        | Klasa B - gr.I                        | Klasa B - gr.I                        | Klasa B - gr.I                        | Klasa B - gr.I                        | Klasa B - gr.I                        | Klasa B - gr.II                       | Klasa B - gr.II                       | Klasa B - gr.II                       | Klasa B - gr.II                       | Klasa B - gr.II                       | Klasa B - gr.II                       | Klasa B - gr.II                       | Klasa B - gr.II                       | Klasa B - gr.II                       | Klasa B - gr.II                       | Klasa B - gr.II                       | Klasa B - gr.II                       | Klasa B - gr.II                       | Klasa B - gr.II                       | Klasa B - gr.II                       | Klasa B - gr.II                       | Klasa B - gr.II                       | Klasa B - gr.II                       | Klasa B - gr.II                       | Klasa B - gr.II                       | Klasa B - gr.III                      | Klasa B - gr.III                      | Klasa B - gr.III                      | Klasa B - gr.III                      | Klasa B - gr.III                      | Klasa B - gr.III                      | Klasa B - gr.III                      | Klasa B - gr.III                      | Klasa B - gr.III                      | Klasa B - gr.III                      | Klasa B - gr.III                      | Klasa B - gr.III                      | Klasa B - gr.III                      | Klasa B - gr.III                      | Klasa B - gr.III                      | Klasa B - gr.III                      | Klasa B - gr.III                      | Klasa B - gr.III                      | Klasa B - gr.III                      | Klasa B - gr.III                      |

## Klasa Okręgowa - IV poziom rozgrywkowy
| Poz. | Drużyna                     | M  | Z  | R | P  | Bramki | Punkty |
| ---- | --------------------------- | -- | -- | - | -- | ------ | ------ |
| 1    | Mazur Ełk                   | 22 | 13 | 6 | 3  | 49-9   | 32     |
| 2    | Husar Nurzec                | 22 | 13 | 4 | 5  | 61-28  | 30     |
| 3    | Wigry Suwałki               | 22 | 11 | 7 | 4  | 38-21  | 29     |
| 4    | Sokół Sokółka               | 22 | 12 | 4 | 6  | 42-20  | 28     |
| 5    | Skra Czarna Białostocka (b) | 22 | 9  | 7 | 6  | 34-27  | 25     |
| 6    | Puszcza Hajnówka            | 22 | 9  | 4 | 9  | 24-32  | 22     |
| 7    | Jagiellonia Białystok (b)   | 22 | 7  | 6 | 9  | 34-45  | 20     |
| 8    | Pogoń Łapy                  | 22 | 7  | 5 | 10 | 32-39  | 19     |
| 9    | Społem Bielsk Podlaski (b)  | 22 | 7  | 5 | 10 | 32-43  | 19     |
| 10   | Gwardia Białystok (b)       | 22 | 8  | 2 | 12 | 33-41  | 18     |
| 11   | ZKS Zambrów                 | 22 | 6  | 5 | 11 | 21-37  | 17     |
| 12   | Ognisko Białystok (b)       | 22 | 1  | 3 | 18 | 21-79  | 5      |

## Klasa A - V poziom rozgrywkowy
| Poz. | Drużyna                    | M  | Z  | R | P  | Bramki | Punkty |
| ---- | -------------------------- | -- | -- | - | -- | ------ | ------ |
| 1    | Warmia Grajewo (s)         | 26 | 20 | 2 | 4  | 83-27  | 42     |
| 2    | Cresovia Gołdap            | 26 | 18 | 4 | 4  | 89-27  | 40     |
| 3    | Czarni Olecko              | 26 | 16 | 3 | 7  | 66-40  | 35     |
| 4    | Wissa Szczuczyn            | 26 | 13 | 7 | 6  | 53-40  | 33     |
| 5    | Husar II Nurzec (b)        | 26 | 12 | 5 | 9  | 57-59  | 29     |
| 6    | Cresovia Siemiatycze (b)   | 26 | 10 | 6 | 10 | 39-54  | 26     |
| 7    | AKS Augustów (b)           | 26 | 9  | 6 | 11 | 44-49  | 24*    |
| 8    | Supraślanka Supraśl (b)    | 26 | 11 | 2 | 13 | 53-72  | 24     |
| 9    | Orzeł Kolno                | 26 | 11 | 1 | 14 | 47-53  | 23     |
| 10   | LZS Uhowo                  | 26 | 8  | 4 | 14 | 44-64  | 20     |
| 11   | Włókniarz II Białystok (b) | 26 | 5  | 8 | 13 | 41-52  | 18     |
| 12   | Pomorzan Prostki (b)       | 26 | 5  | 8 | 13 | 50-70  | 18     |
| 13   | Gryf Choroszcz (b)         | 26 | 7  | 2 | 17 | 37-63  | 16     |
| 14   | Mazur II Ełk (b)           | 26 | 6  | 2 | 18 | 34-68  | 14     |

- Drużynie AKS Augustów zabrano dwa punkty i bramkę za nieopłacenie należności finansowych na rzecz BOZPN (komunikat 30/66).
- Rezerwy Husara po sezonie zostały wycofane z rozgrywek, w następnym sezonie wystąpią w klasie B.
- Po zakończeniu sezonu Gryf Choroszcz wycofał się z rozgrywek.

## Klasa B - VI poziom rozgrywkowy
Grupa I
| Poz. | Drużyna                | M  | Z | R | P | Bramki | Punkty |
| ---- | ---------------------- | -- | - | - | - | ------ | ------ |
| 1    | LZS POM Smolniki       | 12 |   |   |   | 24-22  | 17     |
| 2    | ŁKS Start II Łomża (b) | 12 |   |   |   | 45-13  | 16     |
| 3    | LZS Nowa Wieś          | 12 |   |   |   | 25-27  | 13     |
| 4    | Wigry II Suwałki       | 12 |   |   |   | 30-26  | 12     |
| 5    | LKS Sejny              | 12 |   |   |   | 26-33  | 11     |
| 6    | LZS Radziłów (b)       | 12 |   |   |   | 21-33  | 9      |
| 7    | LZS Wąsosz             | 12 |   |   |   | 13-30  | 6      |

- Zmiana nazwy LZS na LKS Sejny.

Grupa II
| Poz. | Drużyna                       | M  | Z | R | P | Bramki | Punkty |
| ---- | ----------------------------- | -- | - | - | - | ------ | ------ |
| 1    | LZS Turośń Kościelna (b)      | 14 |   |   |   | 65-12  | 25     |
| 2    | LZS Kamionka Stara (b)        | 14 |   |   |   | 39-28  | 18     |
| 3    | LKS Starosielce Białystok (b) | 14 |   |   |   | 48-34  | 15     |
| 4    | LZS Waliły (b)                | 14 |   |   |   | 29-31  | 13     |
| 5    | LZS Kuźnica Białostocka       | 14 |   |   |   | 22-27  | 13     |
| 6    | Łoś Wasilków                  | 14 |   |   |   | 31-34  | 12     |
| 7    | LZS Brańsk                    | 14 |   |   |   | 27-46  | 10     |
| 8    | LZS Hołówki Duże (b)          | 16 |   |   |   | 16-62  | 2      |

- LZS Kamionka Stara oraz LZS Hołówki Duże wycofały się z rozgrywek po sezonie.

Grupa III
| Poz. | Drużyna                     | M  | Z | R | P | Bramki | Punkty |
| ---- | --------------------------- | -- | - | - | - | ------ | ------ |
| 1    | LZS Ciechanowiec            | 10 |   |   |   | 36-12  | 16     |
| 2    | Orzeł Kleszczele (b)        | 10 |   |   |   | 26-28  | 12     |
| 3    | LZS Wysokie Mazowieckie (b) | 10 |   |   |   | 21-20  | 11     |
| 4    | LZS Narewka (b)             | 10 |   |   |   | 23-33  | 8      |
| 5    | Żubr Drohiczyn              | 10 |   |   |   | 23-27  | 7      |
| 6    | LZS Czyżew                  | 10 |   |   |   | 23-34  | 6      |

- Tabela poprawiona, różnice od podanej w Gazecie Białostockiej.

## Puchar Polski - rozgrywki okręgowe
- Mazur Ełk : Włókniarz Białystok 2:1